# Théorie pure du droit
 (avril 2020).
Si vous disposez d'ouvrages ou d'articles de référence ou si vous connaissez des sites web de qualité traitant du thème abordé ici, merci de compléter l'article en donnant les références utiles à sa vérifiabilité et en les liant à la section « Notes et références ».

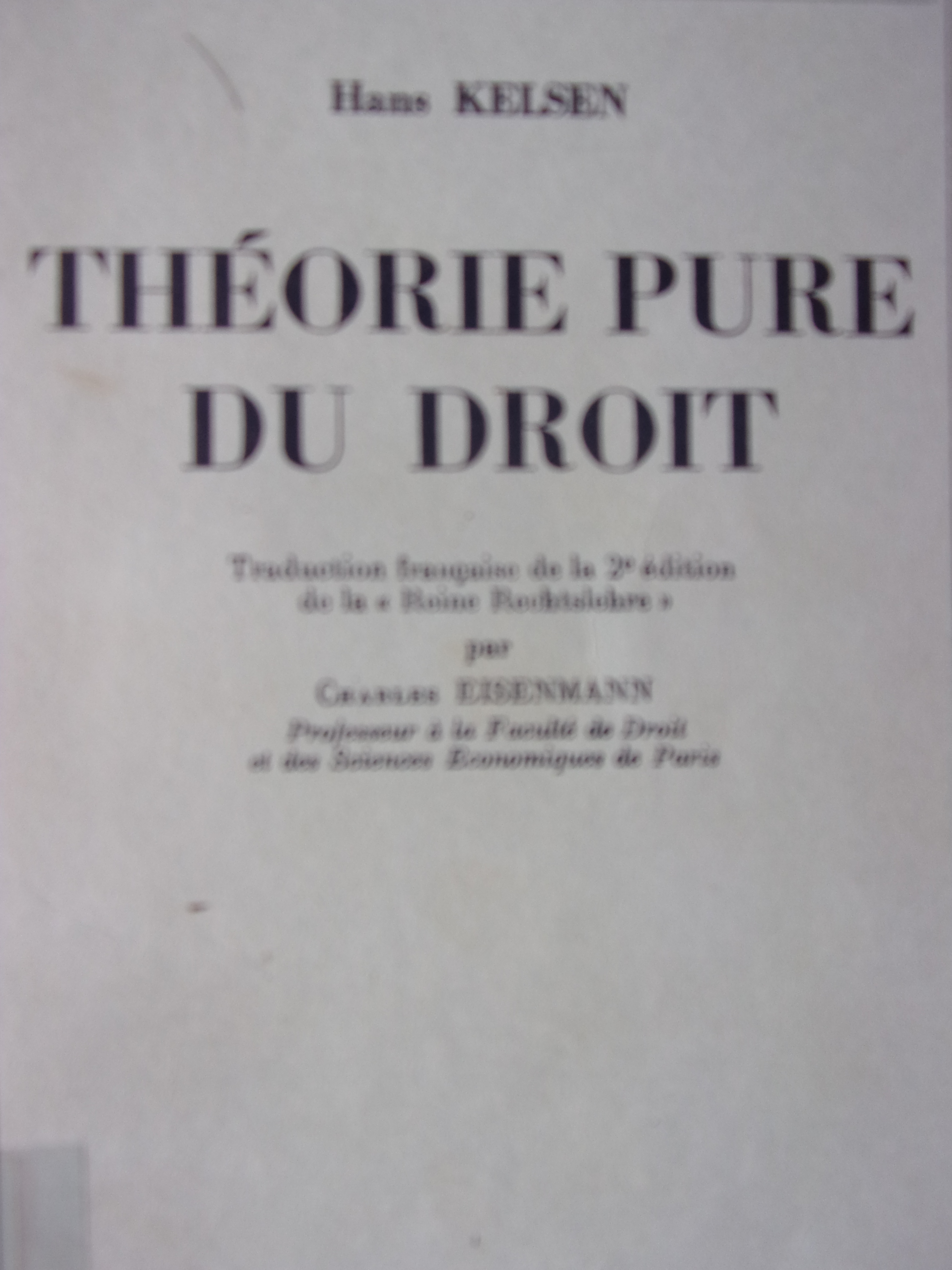
Présentation de la page de couverture de l'édition française (1962).

Théorie pure du droit est l'ouvrage principal du juriste et constitutionnaliste austro-américain Hans Kelsen, publié pour la première fois en 1934, puis dans une seconde édition largement approfondie (en pratique, un nouveau livre) en 1960.
La théorie proposée dans ce livre est probablement la théorie du droit la plus influente produite au cours du XXe siècle. Elle est, à tout le moins, l'un des points culminants de la théorie juridique moderniste.